# Rocka Rolla
Rocka Rolla er det britiske heavy metal-band Judas Priests debutalbum, som blev udgivet i 1974 gennem Gull Records. Det blev produceret af Rodger Bain, der var blevet kendt efter at have været producer for Black Sabbaths tre første albums.
Ifølge Judas Priest var der tekniske problemer i studiet, hvilket skyldtes den dårlige lydkvalitet gennem hele albummet. Ifølge bandet havde produceren Rodger Bain også for stor indflydelse på albummets produktion, da han blandt andet undlod flere af de senere klassikere som "Genocide" og "The Ripper." Disse sange var derfor inkluderet på det efterfølgende album.
Mange af numrene var skrevet, før Rob Halford sluttede sig til bandet. Sporet "Caviar and Meths" var oprindeligt en 14 minutter lang episk sang skrevet af Halfords forgænger, Al Atkins, men på grund af tidsrestriktion indspillede de kun sangens indledning på albummet. En længere version af "Caviar and Meths" dukkede op på den tidligere vokalist Al Atkins album, Victim of Changes fra 1998. Dog ikke lige så lang som den originale sang. Albummet indeholdt også covernumre af Judas Priest sangene "Winter" og "Never Satisfied."
Rocka Rolla blev genudgivet i 1987 med et andet omslag. Efter forlydende var bandet ikke glad for det originale albumdesign og logo, da det ikke mindede om deres fremtræden som et heavy metal band. Der gik også rygter om, at Coca Cola truede Judas Priest med en retssag, navnlig fordi albumomslaget mindede for meget om deres logo, og Coca Cola ikke ønskede at blive sammenlignet med et heavy metal-band.

## Spor
Alle sangene er skrevet af Rob Halford og K.K. Downing, medmindre andet er noteret.
1. "One for the Road" – 4:34
2. "Rocka Rolla" (Halford, Downing, Glenn Tipton) – 3:05
3. "Winter" (Al Atkins, Downing, Ian Hill) – 1:42
4. "Deep Freeze" (Downing) – 1:21
5. "Winter Retreat" – 3:28
6. "Cheater" – 2:59
7. "Never Satisfied" (Atkins, Downing) – 4:50
8. "Run of the Mill" (Halford, Downing, Tipton) – 8:34
9. "Dying to Meet You" – 6:23
10. "Caviar and Meths" (Atkins, Downing, Hill) – 2:02

### Bonusspor på kvalitetsforbedret udgave fra 1987
1. "Diamonds & Rust" (Joan Baez) – 3:12

## Musikere
- Rob Halford – Vokal, harmonika
- K.K. Downing – Guitar
- Glenn Tipton – Guitar, synthesizer, bagvokal
- Ian Hill – Bas
- John Hinch: Trommer